# 津海道
津海道（しんかい-どう）は中華民国北京政府により設置された直隷省の道。

## 沿革
1912年（民国元年）、清代の天津府、河間府、承徳府、永平府、朝陽府の5府及び遵化州、赤峰州に渤海道として設置され、観察使は天津県に置かれ、下部に天津、青県、滄県、塩山、慶雲、南皮、静海、河間、献県、阜城、粛寧、任丘、交河、寧津、景県、呉橋、故城、東光、盧竜、遷安、撫寧、昌黎、灤県、楽亭、臨楡、遵化、豊潤、玉田の28県を管轄した。1914年（民国3年）5月に津海道と改名、観察使も道尹と改められ、同時に順天府より文安、大城、新鎮、寧河の4県が移管された。1928年（民国17年）に廃止されている。

## 行政区画
廃止直前下部の32県を管轄した。（50音順）
- 塩山県
- 河間県
- 玉田県
- 景県
- 慶雲県
- 献県
- 交河県
- 呉橋県
- 故城県
- 粛寧県
- 遵化県
- 昌黎県
- 新鎮県
- 青県
- 静海県
- 遷安県
- 滄県
- 大城県
- 天津県
- 東光県
- 南皮県
- 任丘県
- 寧河県
- 寧津県
- 阜城県
- 撫寧県
- 文安県
- 豊潤県
- 灤県
- 楽亭県
- 臨楡県
- 盧竜県